# Přemysl Sobotka
Přemysl Sobotka (18 de mayo de 1944 en Mladá Boleslav) es un médico y político checo. 

## Comienzos
Fue presidente del Senado y ceremonialmente el segundo más alto representante del país. 
Sobotka fue candidato en las elecciones presidenciales de República Checa en 2013. En la primera ronda de las elecciones celebradas en enero de 2013, se colocó octavo con 2,46% (126 846 votos). Él no se clasificó para la segunda ronda.

## Carrera médica
Sobotka se graduó de la Facultad de Medicina de la Universidad Carolina en 1968 como MUDr. y entró en el departamento de cirugía del Hospital Liberec, donde fue transferido al departamento de rayos X después de dos años. De 1991 a 1996 fue consultor senior y jefe del Departamento de Radiología.

## Carrera política
Su carrera política comenzó en la Revolución de Terciopelo en 1989. Fue miembro del Foro Cívico (OF, por sus siglas en checo) y se unió al derechista Partido Democrático Cívico (ODS) después de su fundación en el año 1991: él es un presidente de su organización regional Liberec.